# Petrus I. (Neuzelle)
Petrus († 10. September 1429 in Neuzelle, Niederlausitz) war Abt des Zisterzienserklosters Neuzelle.

## Leben
Über seine Herkunft gibt es keine Informationen.
Wahrscheinlich seit 1408, spätestens seit 1410 war er Abt in Neuzelle. In jenem Jahr ließ er sich für die Generalkapitel des Zisterzienserordens für die nächsten zehn Jahre entschuldigen, wegen Bedürftigkeit und übergroßer Armut des Klosters. 1411 kaufte er das Dorf Bresinchen und einen Teil von Aurith für das Kloster. Um 1410/12 (Dendrodatum) wurde der imposante Dachstuhl der Klosterkirche errichtet, auch die Konsolen im östlichen Kreuzgangflügel und möglicherweise die Einwölbung entstanden in dieser Zeit.
Petrus war wahrscheinlich nicht beim Konzil in Konstanz 1415, wie in der älteren Forschungsliteratur angenommen wurde. In den Listen der Teilnehmer ist sein Name nicht verzeichnet.
1429 kam Abt Petrus mit seinem gesamten Konvent bei einem Hussitenüberfall ums Leben. Dabei wurde den Mönchen vorher Hände und Füße abgehackt, woran sie verbluteten.

## Pergamentdarstellung
Auf einem kleinen Pergament aus der Zeit zwischen 1450 und 1540 sind acht Mönche und ein Abt mit abgeschlagenen Händen und Füßen dargestellt. Darin steht Monachi Cellenses, manibus pedibusque truncatis occiduntur. (Die Mönche von Zelle, die mit abgeschlagenen Händen und Füßen getötet wurden.) Dieses kann sich nur auf die Ereignisse in Neuzelle beziehen, die Darstellung gelangte jedoch in das Kloster Mariazell.
Das Blatt ist etwa 8 × 11 Zentimeter groß. Es war möglicherweise als Vorlage für ein Fresko angefertigt worden.

## Verehrung
Der Abt Petrus wird mit Prior Hermann, dem Bursarius Jakob und weiteren Mönchen des Klosters als Märtyrer und Seliger verehrt. Ihr Gedenktag ist der 10. September. Im Andenken an die Märtyrer wurde in Neuzelle vor dem Klostergelände eine Märtyrersäule errichtet.